# アルバート・グロスマン
アルバート・バーナード・グロスマン（英語: Albert Bernard Grossman 、1926年5月21日 - 1986年1月25日）はアメリカ合衆国の起業家であり、アメリカのフォーク・ミュージック、ロックンロール・シーンで活動したマネージャーであった。
ボブ・ディラン、ジャニス・ジョプリン、ピーター・ポール&マリー、ザ・バンド、オデッタ、ゴードン・ライトフット、イアン&シルヴィアを含むフォーク、フォークロック界で人気を博した多くのパフォーマーのマネージャーを務めたことで知られている。

## 来歴

### 幼少期
グロスマンは1926年5月21日、洋裁業を営むロシア系ユダヤ人の息子としてシカゴに生まれた。レーン・テクニカル・ハイスクールからシカゴのルーズヴェルト大学へ進学し、経済学士として卒業した。

### キャリア
大学卒業後、グロスマンはシカゴ住宅局に勤務したのち、1950年代後半にライヴハウスの経営に乗り出すために退職した。1956年、アメリカン・フォーク・ミュージック・リバイバルの動きが拡大する中、フォークスターのボブ・ギブソンをオフビート・ルームで見て、グロスマンはギブソンとその他の出演者を見せるための「リスニング・ルーム」のアイデアを思い付いた。その結果生まれたのがロジャー・マッギン（当時はまだジム・マッギンを名乗っていた）が12弦ギタリストとしてのキャリアを始動させたライス・ホテルの地下のゲイト・オヴ・ホーンである。グロスマンは彼のクラブに出演したアーティストの一部のマネージャーを務めるようになり、1959年にはニューポート・ジャズ・フェスティバルを運営するジョージ・ウェインと手を組み、ニューポート・フォーク・フェスティバルを立ち上げた。第一回の同フェスティバルでグロスマンはニューヨーク・タイムズの評論家ロバート・シェルトンに対して次のように語っている。「米国の大衆は眠れる森の美女のようなもので、フォーク・ミュージックの王子様にキスをしてもらい目を覚ますのを待っているのです。」
1961年、グロスマンはマリー・トラヴァース、ノエル・ストゥーキー、ピーター・ヤーロウの3人でピーター・ポール&マリーを結成させた。翌年、グループ名を冠した彼らのファースト・アルバムがビルボードのトップテン入りを果たす。彼らはアトランティック・レコードに熱烈なアプローチを受け契約締結目前まで行ったものの契約には至らなかった。彼らが契約をしたのはワーナー・ブラザース・レコードであったが、この理由については後になってアトランティック・レコードの幹部が知ることとなった。それは、契約に際しグロスマンが音楽出版担当のアーティー・モーグルから紹介を受けたワーナー幹部ハーマン・スターを通じ、音楽のレコーディングとパッケージングに関して完全なるクリエイティヴな決定権をグループに与えるという前例のない契約内容を勝ち取ったことによるものであった。
1962年8月20日、ボブ・ディランはグロスマンとマネジメント契約を締結した。グロスマンはまたディランをニューヨーク州北部の ウッドストックにあった彼の自宅に招待してもてなした。ディランはこの地域が非常に気に入り、1965年に自らも近辺に家を購入するに至った。ディランのアルバム『ブリンギング・イット・オール・バック・ホーム』のジャケットにはグロスマンの妻、サリーが赤いドレスを着てディランとともに写っているが、これはグロスマンのウッドストックの自宅にて撮影されたものであった。1966年のワールド・ツアーからウッドストックに戻ったディランはグロスマンのベアズヴィルの家から自宅に戻る途中でバイク事故を起こし、その後8年間ツアーから遠ざかることとなった。
グロスマンはボブ・ディランとピーター・ポール&マリーのマネージャーを務めていた時代に、ディランの「風に吹かれて」をピーター・ポール&マリーに提案し、彼らはそれをワンテイクで即レコーディングしてリリースしている。
ボブ・ディランが1969年8月、ワイト島音楽祭に出演する直前に英国の評論家マイケル・グレイがビートルズがディランのステージに登場するという噂についてグロスマンに正したところ、彼は小声で以下のように答えたという。「もちろんビートルズはボブ・ディランと共演したいでしょう。私は月へ飛びたいですが。」ディランとグロスマンの契約は1970年7月17日に正式に解約された。これはグロスマンがディランの出版権の50%を得ることになっていた条件にディランが気づいたことによるものだった。
グロスマンが1967年にジャニス・ジョプリンを含むビッグ・ブラザー・アンド・ザ・ホールディング・カンパニーの5人と契約をした際、彼はメンバーに対してドラッグの使用を禁止し、彼らはルールに従うことに同意した。1969年春、契約条件にもかかわらずジョプリンがドラッグを使っていることを彼は知ったが、彼はそのことで彼女を叱責することはなかった。その代わりに1969年6月、彼は彼女の事故死の際に彼に対して20万ドルが支払われるという条件の生命保険を締結した。彼が負担した年間保険料は3500ドルだった。
ディランとの契約が解約された2か月半後の1970年10月4日、当時グロスマンの最も有名な顧客だったジャニス・ジョプリンがヘロインの過剰摂取によって亡くなった。彼は彼女の死についてジャーナリストや音楽業界の仲間に語ることを拒否し、その結果、オフィスに山のようにかかってきた電話について彼の従業員マイラ・フリードマンが対応する羽目になった。ジョプリンの伝記の執筆者エリス・アンバーンによると、一番の顧客を失ったことに関するグロスマンの気持ちについては不明だという。わかっていることと言えば、1974年当時存命の彼の顧客はザ・バンドのメンバーだけであったが、彼がその頃ジョプリンの遺産に関して忙しく動いていたという事実である。サンフランシスコ・アソシエイテッド・インデムニティ・コーポレーションはグロスマンが生命保険で20万ドルの支払いを受けたことに異議を申し立て、その結果奇妙な民事裁判が起こされた。ニューヨーク・ポストによると、この裁判で保険会社はジョプリンの死が自殺によるものであり、トーマス野口医師が結論付けた過失による過剰摂取ではなかったことを証明しようと試みた。グロスマンはジョプリンの生前、彼女の薬物乱用について知らなかったと証言し、事故死の保険については飛行機事故を念頭にしたものだったとした。彼は勝訴し、11万２千ドルの支払いを受けた。また、1974年に彼はハワード・オーク監督のドキュメンタリー映画『ジャニス』の制作に協力し、ジョプリンがグロスマンのことをマネージャーとして満足していると語っている白黒映像を見つけ出して提供した。
グロスマンののキャリアの中で顧客となったのはトッド・ラングレン、オデッタ、ピーター・ポール&マリー、ジョン・リー・フッカー、イアン&シルヴィア、フィル・オークス（キャリア初期）、ゴードン・ライトフット、リッチー・ヘイヴンズ、ポゾ・セコ・シンガーズ、ザ・バンド、エレクトリック・フラッグ、ジェシー・ウィンチェスター、そしてジャニス・ジョプリンらがいる。

### ベアズヴィル・スタジオとベアズヴィル・レコード
1969年、グロスマンはウッドストック近郊にベアズヴィル・レコーディング・スタジオを設立、1970年にはベアズヴィル・レコードを創業した。同レーベルは当時グロスマンがパートナー関係にあったアンペックス社のレーベル、アンペックス・レコードから発展したものだった。同レーベルは短命であったが、トッド・ラングレンのソロ・デビュー作『ラント』はその中で数少ない成功したリリースとなった。ベアズヴィル・レコードが設立されるとアンペックスがその配給会社となった。（のちにワーナー・ブラザース・レコードがその役を引き継いだ。）1972年4月、グロスマンはキニー（WEA）主宰の英国におけるベアズヴィルの立ち上げパーティーに出席。トッド・ラングレン、ラザルス、およびフォガットが最初のアルバム・リリースに選ばれた。
ラングレンのソロ・レコーディングと彼のバンド、ユートピアに加えて、同レーベルではジェシー・ウィンチェスター、フォガット、ギル・エヴァンス、ポール・バターフィールド、スパークス、フェリックス・キャヴァリエ、ランディ・ヴァンウォーマー、ラザルス、ジェシー・フレデリック、ロジャー・パウエル、NRBQ、dB’sといったアーティストのレコーディングを行なった。マイケル・フリードマンがグロスマンの事務所で働くようになった際、彼はグロスマンにラングレンを紹介し、マネジメント契約を締結させた。これはラングレンがナッズを脱退した直後であり、1970年代初期にラングレンはベアズヴィル・レーベルあるいはグロスマンの他の顧客のために独占的にレコード・プロデューサーとして仕事をした。グロスマンは、ラングレンをジェシー・ウィンチェスターのアルバムのエンジニアとしてザ・バンドのロビー・ロバートソンに紹介し、その縁で彼はザ・バンドのサード・アルバム『ステージ・フライト』でもエンジニアを務めている。ラングレンはまた、ジャニス・ジョプリンの『パール』の初期セッションでも仕事をしたが仕事を完遂するに至らず、その役はポール・A・ロスチャイルドに引き継がれた。ラングレンがプロデュースしたジョプリンのレコーディング「One Night Stand」（1970年3月28日録音）は10年以上に渡り未発表だったあと、没後発表のアルバム『白鳥の歌』に収録された。
ベアズヴィル・レーベルは1980年代初頭まで活動を続け、グロスマン死去の2年前となる1984年に閉鎖された。ベアズヴィル・スタジオは1970年代後半から1980年代にかけてラングレンのレコーディングの拠点となり、米国および世界で活躍するトップ・アーティストによって使用された。

### マネジメント・スタイル
グロスマンは顧客獲得、そして顧客のキャリアの取り扱い方のいずれにおいても、その手法は攻撃的であると言われていた。その攻撃性は多分にグロスマンが自らの美的判断を信じるところに端を発している。グロスマンは顧客に25パーセントのコミッションを支払わせた（当時の業界標準は15パーセントほど）。彼は次のように語っていたという。「私と話す度にあなたは以前より10パーセント賢くなる。だから私は他の愚か者たちが何もせずに請求する金額に10パーセントを上乗せするのだ。」
交渉におけるグロスマンの得意なテクニックは沈黙であった。ミュージシャンでマネージャーのチャーリー・ロスチャイルドはグロスマンについて次のように語っている。「彼はただ相手をにらみつけ何も言わない。彼は自分から進んで情報を伝えることはせず、人はそれに堪えられなくなるのです。彼らはその場を持たせるために何でもいいから話し続けます。彼は力のバランスを自分に向けるための素晴らしい才能を持っていました。
ディランは自伝『Chronicles: Volume One』の中でガスライト・カフェで初めてグロスマンに会った際の経験について語っている。「彼は『マルタの鷹』のシドニー・グリーンストリートように見えました。大きな存在感があり、常に伝統的なスタイルのスーツとネクタイをしてテーブルの角に座っていました。彼が話すと大概はその声は大きく、まるで戦争のドラムが叩かれたようでした。彼は話すことよりはうなり声を上げることの方が多かったです。
グロスマンは顧客を満足させるために、ときに不誠実ともとられる言動を取った。ジョーン・バエズを勧誘した際、彼はこう言ったという。「いいか、君は何がほしいんだ？ただ君がほしいものを言ってくれ。私はそれを用意するから。何でもほしいものを用意できる。だから何がほしいんだ？ただ言ってくれればいい。誰でもお好みの人を用意するから。」
グロスマンは顧客の商業的成功に注力しており、またしばしばアメリカン・フォーク・ミュージック・リバイバルの社会主義者たちに囲まれていたことから、彼の振る舞いはときに敵意を生じさせることがあった。グリニッジ・ヴィレッジにおけるグロスマンの存在について、ディランの伝記の著者で評論家のマイケル・グレイの次の文がこの敵意について、的確に描写している。「彼は馬鹿にした目で人を見るずんぐりした男で、ガーズ・フォーク・シティに自身のレギュラー・テーブルを持ち、そこから静かに周囲の様子を観察していた。そんな彼に多くの人々は嫌悪感を抱いた。よりよい世界を実現するための運動を展開した新左翼改革者たち、およびフォーキーな理想主義者たちの中において、アルバート・グロスマンは金の亡者であり、魚が住む浅瀬を泳ぎ回るオニカマスのように獲物を狙い静かに動く様子が目撃されていた。

### 映画への登場
ディランの1965年の英国ツアーを記録したドキュメンタリー映画『ドント・ルック・バック』において、グロスマンはディランを常に守り、彼に対し失礼と見做した人々とときに好戦的に対立する様子が映し出されている。彼がBBC Oneチャンネルへのディラン出演について、いい価格条件を引き出すために音楽起業家のティト・バーンズと仕事をする印象的なシーンがあるが、『ドント・ルック・バック』の監督D・A・ペネベイカーはグロスマンのマネジメントの手法について次のように語っている。「私が思うにアルバートは早い段階でディランの価値に気づいた数少ない一人であり、彼に関することにごまかしや妥協は一切しませんでした。」
マーティン・スコセッシ監督の映画『ノー・ディレクション・ホーム』にグロスマンに関する興味深いコメントが2つ登場する。一つはディランのもので、次のように語っている。「彼はトム・パーカーのような存在だった。びしっとした服装をして、彼と会うときは、いつだって彼がやって来るにおいがするんだ。」もう一つはジョン・コーエンの次のコメントだ。「僕はアルバートがボブを操っていたとは思わないね。なぜかって、ボブの方がアルバートよりもっと変人だったからね。」
2007年のボブ・ディランの伝記映画『 アイム・ノット・ゼア 』において、グロスマンはマーク・カマチョ演じる架空のキャラクター、ノーマンとして描写されている。映画の中で、ノーマンは『ドント・ルック・バック』におけるグロスマンの発言を再現しており、あるシーンでは英国のホテル支配人に対し「そしてあなた様は、私が人生で話した中で最もうすのろ間抜けで、馬鹿な人であります。」と語っている。グロスマンはまた2006年の映画『ファクトリー・ガール』で、架空のボブ・ディランのマネージャー（ヘイデン・クリステンセン演ずるビリー・クィン）として簡単にではあるが描かれている。
2013年のコーエン兄弟の映画『インサイド・ルーウィン・デイヴィス 名もなき男の歌』では、F・マーリー・エイブラハムがバッド・グロスマンという名の人物を演じているが、彼はゲイト・オヴ・ホーンというシカゴのクラブを経営しているという設定になっており、それはアルバート・グロスマンが実際に経営していたシカゴのクラブと同名である。映画の中でオスカー・アイザック演ずる架空のフォーク・シンガー、ルーウィン・デイヴィスがバッド・グロスマンのオーディションを受け、グロスマンが「金にはならなさそうだな」と応じるシーンがある。このコメントはデイヴ・ヴァン・ロンクの体験談が元となっている。彼は似た状況でグロスマンのオーディションを受けたことを回想しており、その際グロスマンは次のように言ったという。「ここで誰が仕事をしているか知っているか？ビッグ・ビル・ブルーンジーが仕事をしている。ジョシュ・ホワイトも仕事をしている。さあ、私がなぜ君を雇わなければならないのか説明してくれないか？」この発言のあと、グロスマンは彼が作ろうとしていた男性2名、女性1名から成るバンドに参加する話をデイヴィスに提案した。とあるジャーナリストによると、この部分はアルバート・グロスマンが1961年に結成させたピーター・ポール&マリーのことだったが、彼はヴァン・ロンクをメンバーにすることも検討しながら最終的には3人目のメンバーとしてノエル・ストゥーキーを選択したのだという。映画では、デイヴィスはこの提案を断っている。

### 死去
グロスマンは1986年1月25日、コンコルドで飛行中に心臓発作で死去した。59歳であった。彼はロンドンに向かっている途中で、そこからフランスのカンヌに行って音楽会議に出席予定だった。彼はニューヨーク州ウッドストック近郊に自身が建設したベアズヴィル・シアターの裏に埋葬された。